# Indeks (statystyka)
Indeks (wskaźnik dynamiki) – w statystyce lub ekonomii miernik liczbowy pozwalający porównać stosunek wielkości tego samego zjawiska (cen, ilości produkcji, konsumpcji, wartości pieniężnych, itp.) w dwóch różnych okresach zwykle określanych jako bieżący i bazowy. 
Wyróżnia się indeksy indywidualne, czyli wyliczane dla pojedynczej jednostki oraz indeksy zespołowe, wyznaczane dla zespołu jednostek zbiorowości. Wśród indeksów zespołowych wyróżnia się indeksy agregatowe (np. Laspeyresa i Paaschego). 
Jeżeli rozważa się ciąg indeksów, można wyróżnić dwa podstawowe typy indeksów, różniące się wyborem okresu bazowego: 
- indeksy o podstawie stałej (jednopodstawowe), kiedy okresem bazowym, stanowiącym punkt odniesienia, jest zawsze ten sam, ustalony okres (np. rok początkowy);
- indeksy o podstawie zmiennej (indeksy łańcuchowe), kiedy okresem bazowym jest okres bezpośrednio poprzedzający okres bieżący.

Indeksy najczęściej przedstawia się w procentach, ale bez znaku „%”. Na przykład, jeżeli w okresie bazowym badana wielkość wynosiła {\displaystyle y_{0}=20}, a w okresie bieżącym wynosiła {\displaystyle y_{t}=24}, indeks wyniesie 120:
{\displaystyle i_{t/0}={\frac {y_{t}}{y_{0}}}\cdot 100=120}